# Oswaldo Handro
Oswaldo Handro ( 1908 – 1986) fue un botánico taxónomo brasileño que se especializó en pteridofitas y espermatófitas.
Fue investigador, junto con Frederico C. Hoehne (1882-1959) y Moysés Kuhlmann (1906-1972) en el O Jardim Botânico de São Paulo, desde 1941.

## Honores

### Eponimia
- (Orchidaceae) Gomesa handroi (Hoehne) Pabst[2]

- (Thelypteridaceae) Thelypteris handroi (Brade) C.F.Reed[3]

Handroanthus Mattos (Bignoniaceae)

## Algunas publicaciones

### Libros
- Hoehne, FC; M Kuhlmanm; O Handro. 1941. 0 jardin botânico de São Paulo. Ed. Merrill, Contr US Nail. Herb. 30(1): 247-248. 656 pp. ilus.
- La abreviatura «Handro» se emplea para indicar a Oswaldo Handro como autoridad en la descripción y clasificación científica de los vegetales.[4]